# Корреа, Лукас
Лу́кас Альбе́рто Корре́а Бельмо́нте (исп. Lucas Alberto Correa Belmonte; 3 февраля 1984, Росарио) — аргентинский футболист, выступавший на позиции центрального полузащитника.

## Карьера
Лукас Корреа начал свою карьеру в клубе «Росарио Сентраль», дебютировав в основном составе 5 июня 2001 года в игре с «Расингом», в котором его команда проиграла 4:1, а сам футболист провёл на поле 8 минут. В том же году он провёл ещё 2 игры в основе клуба. Заинтересованность в футболисте проявила испанская «Барселона». Игрок, в сентябре 2002 года, не предупредив руководство «Росарио», приехал на просмотр в «„Барселону Б“», но не понравился руководству команды. Лукас Альберто был вынужден вернуться в «Росарио Сентраль», но более за основной состав команды не играл. В 2004 году он перешёл в клуб второго аргентинского дивизиона, «Тигре», где провёл 1 игру.
Летом 2004 года Лукас Альберто уехал в Италию, в клуб «Пенне», выступавший в региональной лиге. Там аргентинец провёл 1 сезон, сыграв в 32 матчах и забив 9 голов. В 2005 году он перешёл в «Ланчано», выступавшим в серии С1. За эту команду аргентинец сыграл 36 раз и забил 4 гола, являясь лучшим игроком клуба. В январе 2007 года Корреа купил «Лацио», заплативший за трансфер полузащитника 600 тыс. евро и отдавший права на Кристиано Джимелли и Марко Лудди; контракт был подписан до 2011 года. Римской команде полузащитник предпочёл «Кьево», который также имел планы на футболиста.
Корреа не сыграл за «Лацио» ни одного матча и был арендован «Луккезе». В последующие годы Лукас Альберто «путешествовал» по арендам, выступая за «Галлиполи» и «Про Патрию». В «Про Патрии» Корреа провёл сыграл в 27 играх и забил 12 голов, выступая на позиции «треквартисты». После удачного сезона в клубе Корреа очень надеялся вернуться в состав «бьянкочелести», но был вновь отдан в аренду в клуб «Таранто», откуда перешёл в «Равенну». В 2010 году Корреа вернулся в «Лацио».

## Международная карьера
Корреа выступал за сборной Аргентины до 17 лет на юношеском чемпионате мира в 2001 году, где провёл 6 игр и забил 1 мяч. Гол, забитый на 2 минуте игры с Буркино-Фасо стал для аргентинцев первым на турнире. Сборная Аргентины заняла на мировом первенстве 4 место. После этого турнира, руководство ассоциации футбола Аргентины приняло решение убрать 10-й номер в сборной из обращения, как дань уважения Диего Марадоне. В результате, Корреа, игравший на турнире под номером 10 оказался последним аргентинцем, одевавшим 10-ку. Он сказал: «Для меня это настоящая честь». Однако ФИФА отклонила просьбу АФА, и под 10 номером вновь выступали футболисты.